# Annika Hamrud
Annika Viola Hamrud, född 2 maj 1962 i Örebro, är en svensk journalist.
Hamrud har arbetat med journalistik sedan 1985 och var under 21 år anställd på Dagens Nyheter. Sedan 2010 arbetar hon som frilansjournalist och har bland annat skrivit för Aftonbladet, Expressen, Göteborgs-Posten och Sydsvenskan. Hon undervisar även i journalistik vid Högskolan i Gävle.
Hon skrev 2005 boken Queerkids – och deras föräldrar som gavs ut på Normal förlag. Tillsammans med Elisabet Qvarford gav hon 2010 ut boken Svensk, svenskare – ett reportage om Sverigedemokraterna, vilken gavs ut på Optimal förlag.